# 美扭椎龍屬
美扭椎龍屬（意為「真正的扭椎龍」）又名優椎龍，是斑龍科下的一屬恐龍，生活於侏羅紀中期卡洛維階的英格蘭南部，距今約1億6500萬至1億6100萬年前，當時歐洲還是一些分散的島嶼。牠是雙足的肉食性恐龍，有堅實的尾巴。牠是典型的獸腳亞目恐龍：有強壯的後肢、直立的姿勢及小型的前肢。頭顱骨有空腔，可減輕重量，手部有三根指頭。美扭椎龍的唯一標本是個未完全成長個體，身長約4.63公尺。

## 叙述

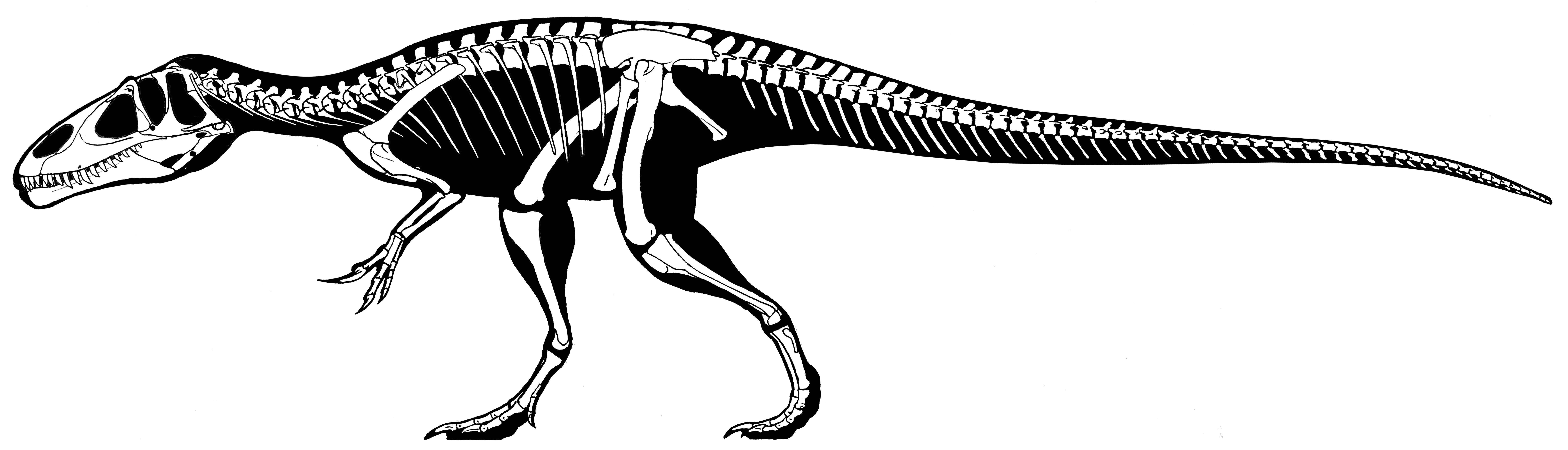
美扭椎龙的骨骼重建圖

美扭椎龙的主要标本属于未完全成长的个体，根据美國古生物學家格雷戈里·保罗测量该个体有4.63（15.2英尺）长，218（481英磅）重。根据各个测量结果认为美扭椎龙属于中等大小的兽脚亚目恐龙，推测其成年个体约有6（20英尺）长，0.5公噸（0.49長噸；0.55短噸）重。
从美扭椎龙的头骨侧边看，它有着相当尖锐的鼻子，有着大型水平定向的鼻孔，没有泪腺。其颅顶较厚，下颌关节的斜槽在张口的时候能让嘴巴变宽。化石的上下颚并没有保存有牙齿，但牙槽的位置证明美扭椎龙下颚的第三根牙齿是扩大的。尽管没发现其龙骨，美扭椎龙前背椎骨的下侧也有成对的下丘脑，就像阿尔特多弗扭椎龙一样。

## 歷史

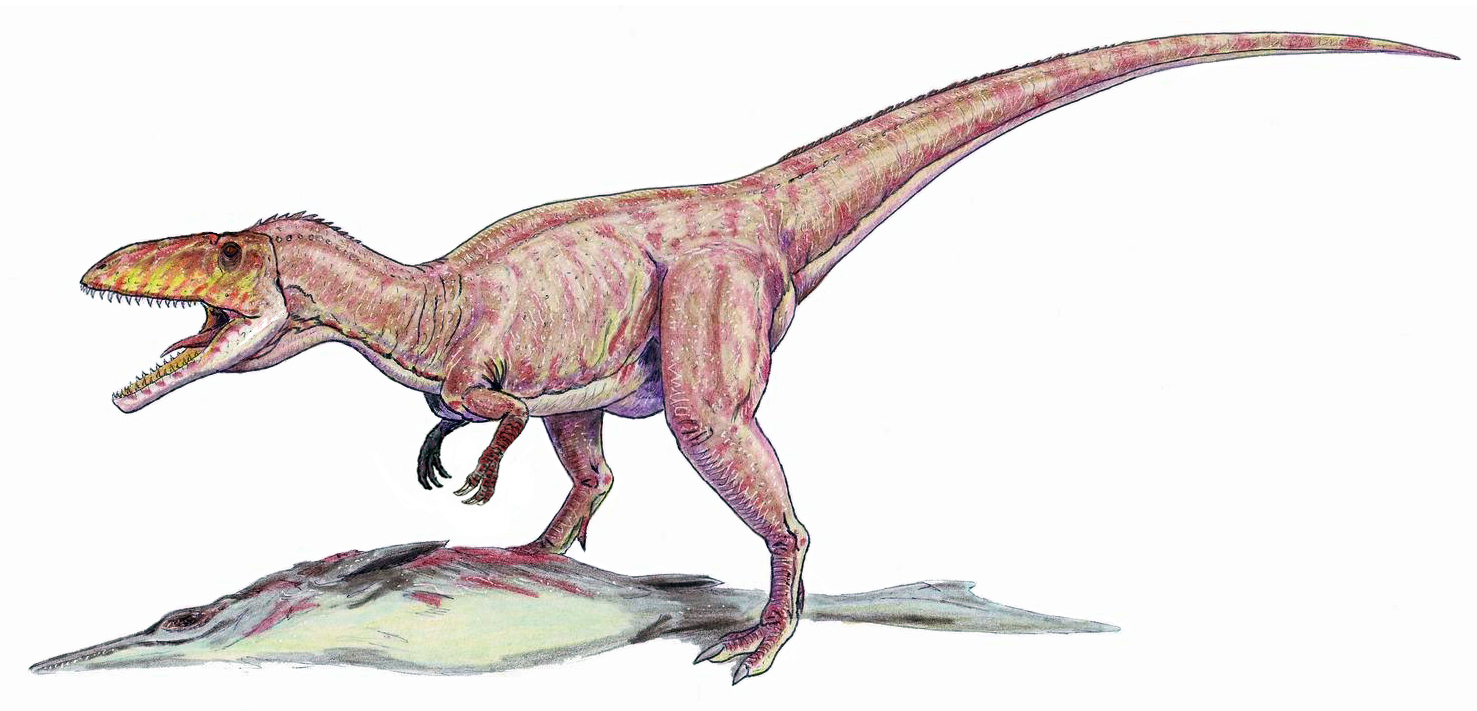
美扭椎龍的復原圖，正在獵食一頭魚龍類

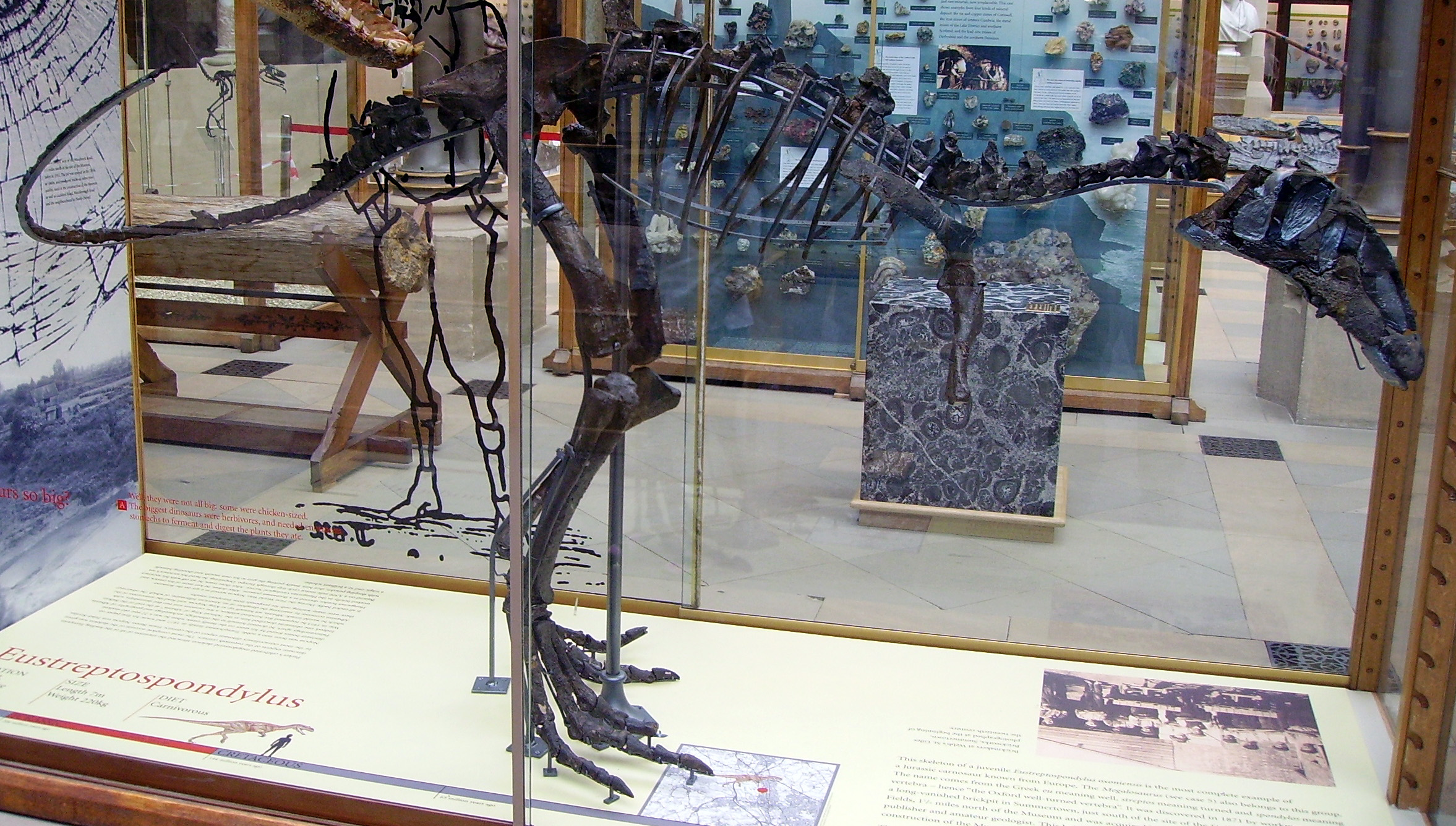
依據正模標本架設的美扭椎龍骨架，缺乏大部分下頜

美扭椎龍是由理查德·歐文（Richard Owen）於1841年首先描述，被認為是斑龍的一個新物種，並命名為居氏斑龍（Megalosaurus cuvieri）。這個標本是在英格蘭牛津市北部，牛津黏土的一個磚窯中發現，但曾一度遺失。在1964年，艾力克·沃克（Alick Walker）從找回的化石與其描述比較，發現牠應該是另一個屬，並將之命名為牛津美扭椎龍（E. oxoniensis）。在被命名為美扭椎龍前，這個標本曾被編入扭椎龍中，並命名為居氏扭椎龍（Streptospondylus cuvieri）。
在2000年，有研究人員發現美扭椎龍的骨盆與大龍的只有很小差別，故牠們被認為其實是屬於同一屬的，名為牛津大龍（Magnosaurus oxoniensis）。
目前只有發現一個美扭椎龍的化石，而且是在海相的沉積層中發現的，科學家們推論牠們的屍體是從河流沖刷到海洋中，該化石在死亡時可能還未成年。

## 大眾文化
美扭椎龍出現於BBC的電視節目《與恐龍共舞》（Walking with Dinosaurs）的第三集中，一隻在岸邊的美扭椎龍遭到躍出海面的滑齒龍所吞食；在該集最後，一隻巨大年老年滑齒龍遭暴風雨沖上陸地擱淺，死後遺體遭島嶼上的美扭椎龍吃食。節目中亦有對美扭椎龍吃食海龜遺骸及捕食喙嘴翼龍的描述。
美扭椎龍也出現於電視節目《遠古入侵》的周邊小說《Fire and Water》，美扭椎龍被描繪成侏儸紀中期的頂級掠食動物，曾經游泳到小型島嶼。